# Rise and Fall, Rage and Grace
Rise and Fall, Rage and Grace — восьмой студийный альбом американской панк-рок-группы The Offspring, выпущенный 11 июня 2008 года на лейбле Columbia Records. Это первый студийный альбом после Splinter за 4,5 года, что стало самым долгим перерывом между альбомами The Offspring. Группа работала над новым материалом с осени 2004 года, но никаких дальнейших признаков прогресса не наблюдалось до ноября 2006 года, когда они объявили на своём официальном сайте, что начали запись с продюсером Бобом Роком. Процесс написания и записи альбома, охватывающий четыре года и три студии звукозаписи, был окончательно завершён в апреле 2008 года.

## Процесс написания и запись
Работа над Rise and Fall, Rage и Grace началась в сентябре 2004 года, когда фронтмен Декстер Холланд заявил, что группа планирует выпустить альбом в 2005 году, и новые песни будут «довольно хорошими».

## Список композиций
Все тексты написаны Декстером Холландом, кроме отмеченных.
| №   | Название                        | Длительность |
| --- | ------------------------------- | ------------ |
| 1.  | «Half-Truism»                   | 3:26         |
| 2.  | «Trust In You»                  | 3:09         |
| 3.  | «You're Gonna Go Far, Kid»      | 2:57         |
| 4.  | «Hammerhead»                    | 4:38         |
| 5.  | «A Lot Like Me»                 | 4:28         |
| 6.  | «Takes Me Nowhere»              | 2:59         |
| 7.  | «Kristy, Are You Doing Okay?»   | 3:41         |
| 8.  | «Nothingtown»                   | 3:29         |
| 9.  | «Stuff Is Messed Up»            | 3:33         |
| 10. | «Fix You»                       | 4:18         |
| 11. | «Let's Hear It For Rock Bottom» | 4:04         |
| 12. | «Rise And Fall»                 | 2:59         |

| №   | Название                        | Автор      | Длительность |
| --- | ------------------------------- | ---------- | ------------ |
| 13. | «O.C. Life» (кавер группы D.I.) | Рикк Эгнью | 2:53         |

## Участники записи
- Декстер Холланд — вокал, гитара
- Кевин «Нудлз» Вассерман — гитара
- Грег Крисел — бас-гитара
- Джош Фриз — ударные

## Позиции в чартах
| Чарт (2008)                            | Высшая позиция |
| -------------------------------------- | -------------- |
| Австралия                              | 3              |
| Австрия                                | 7              |
| Бельгия (Фландрия)                     | 36             |
| Бельгия (Валлония)                     | 32             |
| Канада                                 | 4              |
| Чехия                                  | 31             |
| Нидерланды                             | 73             |
| Финляндия                              | 12             |
| Франция                                | 6              |
| Германия                               | 13             |
| Италия                                 | 27             |
| Ирландия                               | 55             |
| Япония                                 | 3              |
| Новая Зеландия                         | 9              |
| Польша                                 | 21             |
| Португалия                             | 24             |
| Шотландия                              | 47             |
| Испания                                | 43             |
| Швеция                                 | 52             |
| Швейцария                              | 5              |
| Великобритания                         | 39             |
| США                                    | 10             |
| США (Billboard Top Alternative Albums) | 4              |
| США (Billboard Top Rock Albums)        | 4              |

## Сертификации
| Регион | Сертификация | Продажи  |
| --- | ------------ | -------- |
| Австралия (ARIA) | Золотой      | 35 000^  |
| Канада (Music Canada) | Платиновый   | 80 000^  |
| Япония (RIAJ) | Золотой      | 100 000^ |
| Россия (NFPF) | Золотой      | 10 000*  |
| США (RIAA) | Золотой      | 500 000  |
| * Данные о продажах приведены только на основе сертификации. ^ Данные о тиражах приведены только на основе сертификации. |              |          |